# Lina Walther
Lina Walther, geboren als Henriette Karoline Friederike Möller, (* 10. Oktober 1824 in Erfurt; † 12. November 1907 in Wernigerode) war eine deutsche Schriftstellerin.

## Leben
Sie stammte aus der seit Jahrhunderten in Erfurt ansässigen Familie Möller. Ihr Vater war der Theologe Johann Friedrich Möller (1789–1861), der u. a. Konsistorialrat bei der preußischen Regierung in Erfurt und seit 1843 Generalsuperintendent und erster Prediger am Magdeburger Dom war. 1855 heiratete sie den Pfarrer Walther in Veltheim am Fallstein. Als ihr Gatte 1857 die Pfarrstelle in Seehausen (Börde) bei Magdeburg übernahm, zog sie mit ihm dorthin und war so ihrem Vater wieder näher. Ihr Mann trat 1874 in den Ruhestand und das Paar zog nach Wernigerode. Ihr Mann starb schon 1875, und nach seinem Tode begann sie sich schriftstellerisch zu betätigen und zu publizieren.
Der Theologe Wilhelm Ernst Möller war ihr Bruder.

## Werke (Auswahl)
- Tante Jettchen. Ein Lebensbild. Perthes, Gotha 1882.
- Mädchenherzen. Zwei Erzählungen für junge Mädchen. Perthes, Gotha 1883.
- Erinnerungen aus Wilhelm Appuhns Leben. Aus seinen Aufzeichnungen zusammengestellt. Perthes, Gotha 1885.
- Allerlei wunderbare Geschichten. Perthes, Gotha 1887.
- Das Weihnachtslied. Eine Erzählung für junge Mädchen. Perthes, Gotha 1887.
- Gedanken über den Ehestand aus einem Witwenstübchen. Perthes, Gotha 1888.
- Zwei Schwestern. Erzählung fürs Volk. Christlicher Verein im nördlichen Deutschland, Eisleben 1889.
- Krausköpfchen. Erzählung fürs Volk. Christlicher Verein im nördlichen Deutschland, Eisleben 1889.
- Allerlei Erzieher. Eine Erzählung fürs Volk. Hrsg. vom christlichen Verein im nördlichen Deutschland, Eisleben 1892.
- Die Frau Marquise. Ein Zeitbild aus Erfurts Vergangenheit. Agentur des Rauhen Hauses, Hamburg 1892.
- Aus ernster Zeit. Agentur des Rauhen Hauses, Hamburg 1894.[1]
- Kleine Wegweiser. Geschichten und Bilder aus dem Leben. Agentur des Rauhen Hauses, Hamburg 1894.
- Der Mond ist aufgegangen. Agentur des Rauhen Hauses, Hamburg 1895.
- Wünsche, Gedichte und Aufführungen. Für Polterabend und Hochzeit. Schloeßmann, Gotha 1895.
- Bürgermeister Benjamin Lieberkühn. Ein Lebensbild aus Halberstadts Vergangenheit. Schloeßmann, Gotha 1896.
- Die Frau Bürgermeisterin. Agentur des Rauhen Hauses, Hamburg 1896.
- Christelchen. Eine wahre Geschichte. Hirsch, Konstanz 1897.
- Dietrich von Gadenstedt Ein Zeitbild aus dem 16. Jahrhundert. Agentur des Rauhen Hauses, Hamburg 1898.
- Der Adjunktus von Oldenhausen. Eine Geschichte aus dem 18. Jahrhundert. Schloeßmann, Gotha 1898.
- Aus meiner Jugendzeit. Schloeßmann, Gotha 1901.
- Urgroßvater Möller. 1904.[2]